# Caryl Chessman
Caryl Chessman (St. Joseph, 27 maggio 1921 – Carcere di San Quintino, 2 maggio 1960) è stato un criminale e scrittore statunitense.
Condannato a morte nello Stato della California per rapina, sequestro e abuso sessuale, riuscì ad ottenere ben otto rinvii della pena di morte in dodici anni, ma venne infine giustiziato nella camera a gas, poiché all'epoca il sequestro poteva essere un reato sufficiente. In carcere divenne un famoso scrittore e venne preso ad esempio dal movimento per l'abolizione della pena di morte.

## Carriera criminale
Dopo aver trascorso molti anni tra riformatori per minori (due volte) e prigioni, e dopo essere stato rilasciato sulla parola dal carcere di Folsom, Caryl Whittier Chessman fu definitivamente arrestato all'età di 27 anni. Prima della vicenda carceraria che lo portò alla morte, Chessman fu un criminale la cui carriera (come egli stesso ammette in "Cella 2455") aveva abbracciato rapine, furti con e senza scasso, probabilmente l'omicidio e svariati altri crimini. A segnare la sua giovinezza fu probabilmente la paralisi di sua madre Hallie e poi la sua morte per cancro, oltre che un'assoluta ribellione all'autorità costituita, manifestata continuamente negli anni.

## La vicenda
Nel periodo precedente al suo ultimo arresto, era in circolazione un rapinatore che utilizzava un lampeggiante rosso, allo scopo di spacciarsi per un poliziotto; si avvicinava a delle coppiette appartate in automobile, in luoghi isolati e le rapinava, commettendo a volte violenze sessuali. Gli identikit forniti parlavano di un uomo con i denti storti, alla guida di una Ford decappottabile nuova, di colore chiaro. Caryl Chessman venne arrestato dalla polizia assieme ad un suo amico, David Knowles, mentre erano in attesa di un terzo, Joe Terranova, presunto proprietario dell'auto, che si era recato nei bagni della stazione Richfield.
Terranova non fu mai trovato e al processo il pubblico accusatore affermò che Chessman si fosse inventato il terzo personaggio. Dopo alcuni anni, invece, l'esistenza di Terranova fu confermata dall'FBI, che lo stava ricercando. Nell'auto in cui erano seduti Chessman e David furono trovati una serie di abiti femminili nuovi, un lampeggiante rosso e una pistola. Per giunta l'auto era una Ford nuova, che però era di colore scuro e non era decappottabile. Chessman non corrispondeva alla descrizione fisica che era stata data del rapinatore, tuttavia venne identificato da una delle vittime.
Molte critiche sono state sollevate per le modalità con cui fu disposta la condanna a morte di Chessman; al tempo, la versione californiana del "Federal Kidnapping Act", meglio noto come "Lindbergh Law" ("legge Lindbergh") prevedeva infatti la pena di morte per stupro con uso di violenza e il "bandito della luce rossa" (che i giudicanti ritennero essere Chessman) fu accusato di aver infranto questa legge per aver spostato di pochi metri le sue vittime, che poi stuprò. Chessman fu condannato all'ergastolo per 17 capi d'accusa e a due condanne a morte, mentre la sua detenzione (che comunque sarebbe durata fino al 2009) escludeva queste pene.

## Appelli legali
Fino alla fine dei suoi giorni Chessman affermò la propria innocenza, tanto da lasciare detto ad una delle guardie - poco prima dell'esecuzione - di riferire queste parole: "Non sono io il bandito della luce rossa".
Chessman tentò ripetutamente di dimostrare che il suo processo fu condotto in maniera impropria e che egli stesso fu trattato in modo non conforme alla Costituzione, circostanza aggravata dal fatto che la relazione del processo fu eseguita dopo la morte del relatore incaricato. La revisione di tale atto ordinata dalla Corte Suprema degli Stati Uniti, benché avesse dimostrato le ragioni del detenuto, si limitò tuttavia ad una modifica della suddetta trascrizione, senza istituire il processo ex novo, che Chessman chiedeva.
Nel 1959, due giornalisti investigativi iniziarono a occuparsi della sua vicenda, dopo l'ottavo rinvio della pena di morte.
Indagarono sui fatti sopra elencati e scoprirono una foto di Chessman in cui erano visibili le conseguenze di un pestaggio ad opera della polizia per costringerlo a firmare una confessione. Il referto presentato dal medico al processo diceva invece che Chessman non aveva subito percosse. La documentazione di questi fatti fu presentata all'allora governatore della California, che rifiutò di riconoscere un possibile errore giudiziario.
Nei dodici anni della prigionia di Chessman a San Quintino, negli Stati Uniti si attivò il primo grande movimento di opinione contro la pena di morte. Le persone e i giornali che a gran voce avevano reclamato giustizia, invocando la morte di un criminale recidivo, chiedevano ora clemenza, se non l'assoluzione. Da tutto il mondo si ebbero appelli per la revisione del processo Chessman: tra i firmatari, Eleanor Roosevelt, Pablo Casals, Aldous Huxley, Ray Bradbury, William Inge, Norman Mailer, Dwight Macdonald, Christopher Isherwood e Robert Frost. In una delle sue ultime lettere, indirizzata proprio al governatore Edmund J. Brown, Chessman disse che sarebbe stato disposto anche a morire senza più lottare, se ciò fosse potuto servire ad eliminare la pena di morte dagli statuti californiani. Ironia della sorte, Brown, che respinse la domanda di sospensione affermando di “avere le mani legate”, era un riconosciuto oppositore alla pena di morte.

## Esecuzione
Respinto il suo ennesimo appello per una revisione del processo, un estremo tentativo per un decreto di habeas corpus e la domanda di grazia inoltrata dai sostenitori della sua causa (che egli non chiese mai poiché non volle ammettere nemmeno indirettamente la propria colpevolezza), Caryl Chessman fu alla fine messo a morte il 2 maggio 1960, alle 10 del mattino. Proprio in quel momento dall'ufficio del giudice Goodman, informato che la rivista Argosy aveva scoperto nuove prove a favore del condannato, arrivava una chiamata per l'ennesima sospensione (di un'altra ora) dell'esecuzione, ma ormai troppo tardi. Sarebbe stato impossibile infatti aprire la camera a gas senza danni per i presenti, così alle 10:12 di quello stesso giorno Chessman fu dichiarato morto.

## Opere
Durante la sua detenzione, Chessman scrisse ben quattro libri, oltre a preparare appelli, lettere giudiziarie e studiare legge (doveva difendersi da solo). Il suo racconto Quel ragazzo è un killer! fu confiscato all'autore dal custode di San Quintino, Harley O. Teets, nella convinzione che fosse "opera della prigione". Il manoscritto (redatto nel 1954) tornò all'autore nel 1957 e fu pubblicato nel 1960.
- Cella 2455 braccio della morte, Milano, Baldini Castoldi Dalai, 2005, ISBN 8884906989 (orig. Cell 2455 Death Row, 1954)
- La legge mi vuole morto, Milano, Rizzoli, 1955 (orig. Trial by ordeal, 1955)
- Il volto della giustizia, Milano, Baldini Castoldi Dalai, 2007, ISBN 8884908345 (orig. The Face of Justice, 1957)
- Violenza è la mia legge, Milano,  Rizzoli, 1959; ripubblicato come Quel ragazzo è un killer!, Milano, Baldini Castoldi Dalai, 2006, ISBN 888490935X (orig. The Kid Was A Killer, 1960)